# Rio Camenca
O Rio Camenca é um rio da Romênia, afluente do Trotuş, localizado no distrito de Bacău.